# Lutz Hofmann
Lutz Hofmann (* 4. September 1966; † 16. Juni 2025) war ein deutscher Fußballspieler.

## Karriere
Über die Stationen Wormatia Worms und VfR Mannheim kam der Stürmer Lutz Hofmann 1990 vom VfR Bürstadt zum Bundesligaabsteiger SV Waldhof Mannheim. In zwei Spielzeiten wurde Hofmann dort in 52 Ligaspielen sowie in vier Spielen des DFB-Pokal eingesetzt. Insgesamt erzielte er dabei zehn Treffer für die Blau-Schwarzen. 1992 wechselte er zum SV Mörlenbach, wo er seine Karriere beendete. Danach wurde Hofmann Spielertrainer bei der TSG Pfeddersheim sowie für drei Monate bei Wormatia Worms.
Hofmann starb im Juni 2025 im Alter von 58 Jahren.